# Recopa Africana 1988
La Recopa Africana 1988 es la 14.ª edición de este torneo de fútbol a nivel de clubes de África organizado por la CAF y que contó con la participación de 36 equipos campeones de copa de sus respectivos países, 1 más que en la edición anterior.
El CA Bizertin de Túnez venció en la final al Ranchers Bees de Nigeria para ser el primer equipo de Túnez en ganar el torneo.

## Ronda Preliminar
| Equipo 1                 | Agr.        | Equipo 2            | Ida | Vuelta |
| ------------------------ | ----------- | ------------------- | --- | ------ |
| Matlama FC               | 2-5         | Maxaquene           | 2-1 | 0-4    |
| Mukura Victory Sports FC | 5-4         | Mbabane Highlanders | 5-1 | 0-3    |
| AS Sigui                 | 0-0 (3-4 p) | Real Republicans    | 0-0 | 0-0    |
| Wallidan FC              | 3-01        | AS Amical Douane    | 3-0 | n/p    |

- 1: El partido de ida fue abandonado con el marcador 3-0 a favor del Wallidan. El partido de vuelta no se jugó.

## Primera Ronda
| Equipo 1                 | Agr.         | Equipo 2             | Ida | Vuelta |
| ------------------------ | ------------ | -------------------- | --- | ------ |
| AFC Leopards             | 5-1          | CAPS United          | 1-1 | 4-0    |
| ASC Bouaké               | w.o.1        | Dragons de l'Ouémé   |     |        |
| ASFAG                    | w.o.2        | Hearts of Oak        |     |        |
| Atlético Malabo          | 3-6          | Diamant Yaoundé      | 3-1 | 0-5    |
| BTM Antananarivo         | 3-1          | Miembeni             | 3-1 | 0-0    |
| CA Bizertin              | 1-1 (6:5 p.) | USM El Harrach       | 0-1 | 1-0    |
| Horseed FC               | 1-1 (v.)     | Al-Mourada           | 0-0 | 1-1    |
| ASC Jeanne d'Arc         | 5-1          | ASKO Kara            | 3-0 | 2-1    |
| KCC                      | 0-2          | AS Kalamu            | 0-1 | 0-1    |
| Maxaquene                | 1-4          | Power Dynamos        | 1-3 | 0-1    |
| USM Libreville           | 1-1 (v.)     | Inter Club           | 1-1 | 0-03   |
| Mukura Victory Sports FC | 0-2          | Gor Mahia            | 0-1 | 0-1    |
| Muzinga FC               | 1-2          | Ferroviário da Huíla | 0-1 | 1-1    |
| Ranchers Bees            | 5-2          | Mighty Barrolle      | 4-1 | 1-1    |
| Real Republicans         | w.o.4        | Al-Madina            |     |        |
| Wallidan FC              | w.o.5        | KAC Marrakech        |     |        |

- 1: El Dragons de l'Ouémé abandonó el torneo.
- 2: El Hearts of Oak abandonó el torneo.
- 3: El partido de vuelta fue abandonado cuando el marcador estaba 0-0. Inter Club avanzó por la regla del gol de visitante.
- 4: El Al-Medina abandonó el torneo.
- 5: El KAC Marrakech abandonó el torneo.

## Segunda Ronda
| Equipo 1         | Agr. | Equipo 2             | Ida | Vuelta |
| ---------------- | ---- | -------------------- | --- | ------ |
| AFC Leopards     | 4-3  | AS Kalamu            | 4-1 | 0-2    |
| Gor Mahia FC     | 3-1  | BTM Antananarivo     | 2-1 | 1-0    |
| Horseed FC       | 0-9  | CA Bizertin          | 0-2 | 0-7    |
| Inter Club       | 2-1  | ASC Bouaké           | 1-0 | 1-1    |
| ASC Jeanne d'Arc | 2-4  | Diamant Yaoundé      | 1-2 | 1-2    |
| Power Dynamos FC | 3-5  | Ferroviário da Huíla | 1-0 | 2-5    |
| Ranchers Bees    | 2-1  | ASFAG                | 1-0 | 1-1    |
| Real Republicans | 0-1  | Wallidan FC          | 0-0 | 0-1    |

## Cuartos de final
| Equipo 1             | Agr.        | Equipo 2        | Ida | Vuelta |
| -------------------- | ----------- | --------------- | --- | ------ |
| AFC Leopards         | 1-1 (3-5 p) | Diamant Yaoundé | 1-0 | 0-1    |
| CA Bizertin          | w.o.2       | Wallidan FC     |     |        |
| Ferroviário da Huíla | 3-5         | Ranchers Bees   | 1-1 | 2-4    |
| Gor Mahia FC         | 3-5         | Inter Club      | 2-1 | 1-4    |

- 1: El Wallidan abandonó el torneo.

## Semifinales
| Equipo 1        | Agr. | Equipo 2      | Ida | Vuelta |
| --------------- | ---- | ------------- | --- | ------ |
| Diamant Yaoundé | 1-3  | CA Bizertin   | 1-0 | 0-3    |
| Inter Club      | 1-2  | Ranchers Bees | 1-0 | 0-2    |

## Final
| Equipo 1      | Agr. | Equipo 2    | Ida | Vuelta |
| ------------- | ---- | ----------- | --- | ------ |
| Ranchers Bees | 0-1  | CA Bizertin | 0-0 | 0-1    |

## Campeón
| Recopa Africana 1988  |
| --------------------- |
| Bandera de Túnez      |
| CA Bizertin 1º Título |